# Pajęczno (gmina)
Pajęczno – gmina miejsko-wiejska w województwie łódzkim, w powiecie pajęczańskim. W latach 1975–1998 gmina położona była w województwie częstochowskim.
Siedziba gminy to Pajęczno.
Według danych z 31 grudnia 2007 gminę zamieszkiwało 11 601 osób. Natomiast według danych z 31 grudnia 2019 roku gminę zamieszkiwało 11 510 osób.
Za Królestwa Polskiego gmina Pajęczno należała do powiatu nowo-radomskiego w guberni piotrkowskiej. 31 maja 1870 do gminy przyłączono pozbawione praw miejskich Pajęczno.

## Struktura powierzchni
Według danych z roku 2007 gmina Pajęczno ma obszar 113,64 km², w tym:
- użytki rolne: 61%
- użytki leśne: 28%.

Gmina stanowi 14,14% powierzchni powiatu pajęczańskiego.

## Rezerwaty przyrody
Na terenie gminy znajduje się rezerwat przyrody Murowaniec chroniący wielowarstwowy las mieszany, naturalnego pochodzenia z udziałem jodły na granicy zasięgu.

## Demografia

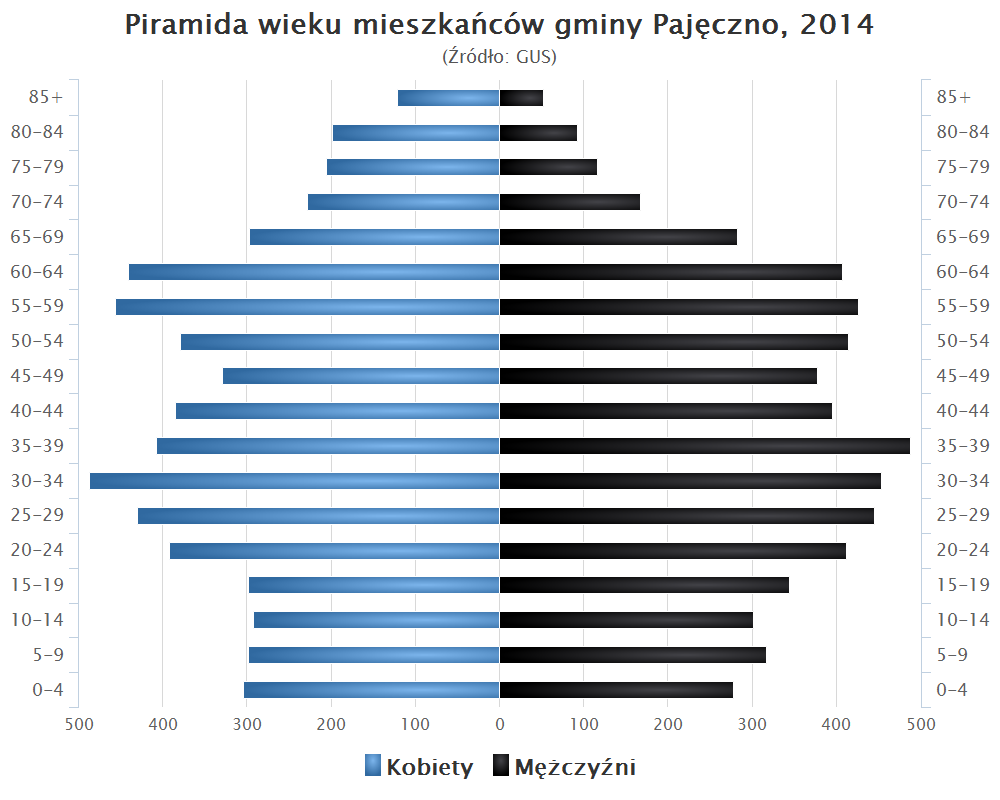
Piramida wieku mieszkańców gminy Pajęczno w 2014 roku

Dane z 31 grudnia 2007:
| Opis                              | Ogółem | Ogółem | Kobiety | Kobiety | Mężczyźni | Mężczyźni |
| --------------------------------- | ------ | ------ | ------- | ------- | --------- | --------- |
| jednostka                         | osób   | %      | osób    | %       | osób      | %         |
| populacja                         | 11 601 | 100    | 5844    | 50,4    | 5757      | 49,6      |
| gęstość zaludnienia (mieszk./km²) | 102    | 102    | 51      | 51      | 51        | 51        |

## Sołectwa
Czerkiesy, Dylów A-Tuszyn, Dylów Rządowy, Dylów Szlachecki, Janki, Kurzna-Barany, Lipina, Ładzin, Łężce, Makowiska, Niwiska Dolne, Niwiska Górne, Nowe Gajęcice, Patrzyków, Podmurowaniec, Siedlec, Stare Gajęcice, Wręczyca, Wydrzynów.
Miejscowość bez statusu sołectwa: Grabiec, Podładzin, Sierociniec.

## Sąsiednie gminy
Działoszyn, Kiełczygłów, Nowa Brzeźnica, Popów, Rząśnia, Siemkowice, Strzelce Wielkie, Sulmierzyce